# Michel Sénéchal
Michel Sénéchal (11 de fevereiro de 1927 – 1 de abril de 2018) foi um tenor francês, particularmente associado a papéis de óperas francesas e italianas.

## Biografia
Michel Sénéchal nasceu em Paris, França. Quando criança cantou no coral da igreja em Taverny. Ele estudou canto no Conservatório de Paris e fez sua estreia no Le Monnaie em Bruxélas, em 1950, onde permaneceu até 1952. Após retornar para a França, ele estreou na Ópera de Paris e na Ópera Cômica, onde cantou papéis para tenor em óperas como La dame blanche, Les Indes galantes, Il matrimonio segreto, Il barbiere di Siviglia, Le comte Ory, entre outras. Ele cantou pela primeira vez no Festival Aix-en-Provence em 1956. Estreou, em 8 de março de 1982, no Metropolitan Opera.
Sénéchal também apareceu frequentemente em operettas, especialmente de Offenbach, como Orphée aux enfers, La vie parisienne e La Périchole.
Em 1979 começou a lecionar no "L'École d'art Lyrique" da Ópera de Paris e foi nomeado diretor da escola.